# 크리스티안 에이크만
크리스티안 에이크만(Christiaan Eijkman, 1858년 8월 11일 ~ 1930년 11월 5일)은 네덜란드의 생리학자, 위생학자이다. 1929년에 항신경염성 비타민을 발견한 공로로 프레더릭 가울랜드 홉킨스와 함께 노벨 생리학·의학상을 수상했다.

## 수상 경력
- 1929년 : 노벨 생리학·의학상

## 참고 문헌
- Lodewijk Palm, Christiaan Eijkman 1858–1930[깨진 링크(과거 내용 찾기)] In: K. van Berkel, A. van Helden and L. Palm ed., A history of Science in the Netherlands. Survey, Themes and Reference (Leiden: Brill, 1999) 447–449.